# Devin Kelley
Devin Kelley (* 29. Januar 1986 in Saint Paul, Minnesota) ist eine US-amerikanische Schauspielerin. Ihre bekannteste Rolle ist die der Dr. Maggie Langston in der Serie Resurrection.

## Leben
Devin Kelley wurde in Saint Paul, Minnesota geboren und lebte unter anderem für vier Jahre in Brüssel, Belgien. Sie hat einen Bruder und eine Schwester, Ryan und Lauren, und nahm ab der achten Klasse Sprach- und Schauspielunterricht. Nach ihrem Schulabschluss im Jahre 2004, zog sie nach Los Angeles um ein Studium an der USC School of Theatre zu beginnen. Zwischenzeitlich studierte sie auch an der British American Drama Academy in London, England, und schloss ihr Studium mit einem Bachelor of Fine Arts ab.
Ihre erste Hauptrolle in einer Fernsehserie hatte sie in The Chicago Code inne. Später hatte sie eine wiederkehrende Rolle in der Serie Covert Affairs inne. Ab 2013 spielte sie die Rolle der Dr. Maggie Langston in der Serie Resurrection.
2016 wurde sie für eine tragende Rolle im The-CW-Piloten Frequency gecastet.

## Filmografie
- 2005: Les ours (Kurzfilm)
- 2008: The Roommate (Kurzfilm)
- 2009: Tease (Fernsehserie, 3 Folgen)
- 2009: Refrigerator (Kurzfilm)
- 2011: The Chicago Code (Fernsehserie, 13 Folgen)
- 2011–2012: Covert Affairs (Fernsehserie, 6 Folgen)
- 2012: Chernobyl Diaries
- 2013: Turtle Island
- 2014: Resurrection: A Second Chance (Fernsehfilm)
- 2014–2015: Resurrection (Fernsehserie, 21 Folgen)
- 2015: Anchors
- 2015: Swept Under (Fernsehfilm)
- 2016–2017: Frequency (Fernsehserie, 13 Folgen)
- 2017: Reception (Kurzfilm)
- 2018–2020: 9-1-1: Notruf L.A. (9-1-1, Fernsehserie, 5 Folgen)